# Krembangan
Krembangan é um kecamatan (subdistrito) da cidade de Surabaia, na Província Java Oriental, Indonésia. No Distrito está localizado o Tugu Pahlawan. Krembangan dividido em duas partes principais que são divididos pelo Rodovia Indrapura.

## Keluharan
O kecamatan de Krembangan possui 5 keluharan:
- Dupak
- Krembangan Selatan
- Kemayoran
- Perak Barat
- Morokrembangan